# Briana Day
Pour les articles homonymes, voir Day.
Briana Day, née le 21 mars 1995 à Durham (Caroline du Nord), est une basketteuse américaine.

## Biographie
Formée à l'Orange de Syracuse, elle joue à Nantes-Rezé lors de la saison LFB 2018-2019 pour 13,4 points et 8,7 rebonds en 13 matches.
Après une saison en Pologne à Lublin où elle émargeait à 14,8 points et 9,8 rebonds, elle s'engage pour 2020-2021 avec le club turc d'Adana.
En décembre 2020, elle s'engage pour le club français de Saint-Amand  qui ne compte alors qu'une victoire en huit rencontres.
Début mars 2022, Montpellier annonce la fin de saison d'Ana Filip et son remplacement par Briana Day.

## Palmarès